# 索尔·托尔钦斯基
索利·托尔钦斯基（英語：Solly Tolchinsky，1929年1月2日—2020年12月1日）是一名加拿大男子籃球運動員，曾代表加拿大參加1948年夏季奧林匹克運動會的男子籃球比賽。他的哥哥是猶太裔喜劇作家梅爾·托爾金。
托尔钦斯基在2020年12月1日因COVID-19的併發症而去世，享耆壽91歲。